# Get Your Gunn
Get Your Gunn è il primo singolo ufficiale dell'album Portrait of an American Family della alternative metal band Marilyn Manson. Il ragazzo sulla copertina del singolo è il fratellastro del bassista Twiggy Ramirez, Wes Brown. Fu anche realizzato un videoclip, che però non ottenne molto successo a livello di airplay.
La canzone è stata ispirata da David Gunn un medico, ginecologo, che fu assassinato nel 1993 da Michael F. Griffin, un attivista contrario all'aborto. Manson disse che il suo assassinio fu un gesto di ipocrisia.
La canzone Snake Eyes and Sissies era stata originariamente scelta come singolo di lancio dell'album di esordio del gruppo statunitense. I piani iniziali però cambiarono: Get Your Gunn divenne il primo singolo dei Marilyn Manson in sostituzione di Snake Eyes and Sissies, che fu definitivamente scartata e non fu più commercializzata come singolo.
Il bridge di Get Your Gunn include un estratto audio dalla conferenza in cui il politico statunitense Budd Dwyer si sparò, suicidandosi in diretta televisiva.
Get Your Gunn è stata anche la prima uscita della casa discografica Nothing Records.

## Il videoclip
Nel videoclip del brano, diretto da Rod Chong, sono presenti scene in cui Manson canta in una soffitta, alternate a scene della band insieme a due esuberanti teenager. È uno dei soli tre videoclip in cui Manson non compare truccato, né con rossetto o lenti a contatto colorate diversamente, che diventeranno il suo biglietto da visita per anni.

## Tracce
CD Singolo
1. Get Your Gunn (Album Version) - 3:18
2. Misery Machine (Album Version) - 4:44
3. Mother Inferior Got Her Gunn - 5:39
4. Revelation #9 - 12:57[1]

Il brano Misery Machine è riportato nei crediti del singolo come la versione presente anche nell'album, in realtà questa non include la traccia nascosta presente in Portrait of an American Family e la canzone sul finale si "fonde" con la successiva Mother Inferior Got Her Gunn.